# Stațiune balneară
În sens larg, prin stațiune balneară se înțelege o localitate, parte dintr-o localitate sau/și arealul care dispune aceasta, amenajate și dotate în scopul valorificării unor factorii naturali de cură și resurse climaterice, asociate unor resurse turistice naturale sau antropice.

## Încadrare juridică și terminologie
În sens juridic se înțelege: 
- prin Stațiune balneară[2]: localitatea sau/și arealul care dispune de resurse de substanțe minerale, științific dovedite și tradițional recunoscute ca eficiente terapeutic, de instalații specifice pentru cură și care are o organizare ce permite acordarea asistenței medicale balneare în condiții corespunzătoare;
- prin Stațiune climatică[2]: localitatea sau/și arealul situat în zone cu factori climatici benefici și care are condiții pentru asigurarea menținerii și ameliorării sănătății și/sau a capacității de muncă, precum și a odihnei și reconfortării;
- prin Stațiune balneoclimatică[2]: se înțelege localitatea sau/și arealul care îndeplinește condițiile prevăzute la lit. a) și b);
- prin Areal[2]: o zonă delimitată topo-geo-climatic din localitate sau din afara acesteia care are factori naturali de cură;
- Prin Factori naturali[2]: ansamblul elementelor fizice/chimice terapeutice, sanogene naturale. Sunt considerați factori naturali: apele minerale terapeutice, lacurile și nămolurile terapeutice, gazele terapeutice, ansamblul elementelor fizico-chimice/climatice ale litoralului marin și factorii sanogeni ai principalelor tipuri de bioclimă a României, inclusiv de la nivelul grotelor și salinelor.

De regulă, o stațiune balneară pe lângă funcția predominantă – cură balneară – prin factorii ambientali și dotări adecvate poate îndeplini și alte funcții turistice: odihnă, recreere, practicarea unor sporturi, organizarea de alte forme de turism (cultural, de afaceri și reuniuni etc.). De aceea, în turism și în general în balneoturism se utilizează și categoria de Stațiune balneo-turistică, ce este localitatea care dispune de factori naturali terapeutici și ambientali utilizați în cura balneară, odihna activă, agrement și alte activități turistice și beneficiază de organizare, dotări, construcții și amenajări de profil și urban-edilitare adecvate activității balneo-turistice (servicii turistice și balneare).

## Caractere generale ale stațiunilor balneoclimatice
În privința concepției evoluției unei stațiuni balneare se urmăresc trei obiective: 
- valorificarea optimă a resurselor de substanțe minerale terapeutice, dimensionarea și dezvoltarea funcției balneare în corelație cu rezervele omologate ale acestora;
- dezvoltarea funcției turistice a localității prin valorificarea altor resurse naturale și antropice din localitate/areal;
- dezvoltarea economico-socială a localității, amenajarea și dotarea comercială, culturală, socială și urban-edilitară adecvate necesităților balneo-turistice și populației locale.

În scopul exploatării raționale și valorificării durabile a substanțelor minerale terapeutice, precum și al conservării resurselor hidrominerale în special, unitățile balneare și turistice trebuie să dispună de norme de exploatare și de consum specifice pentru aceste substanțe.
Fond de resurse
- Factori naturali de cură
- Baza materială: unități de cazare și/sau de alimentație, baze de tratament
- Servicii: transport, agrement, informare și intermediere
- Fondul de cadre

Clasificare:
- Stațiuni de tip: Permanent sau Sezonier
- Stațiuni de interes:

- General sau  local
- Localități cu factori balenari

## Obiectivele generale ale asistenței medicale balneoclimatice
Profilactic
- Primar - Creșterea rezistenței generale și a capacității de adaptare a organismului prin mecanisme adaptative neurovegetative, endocrine, imunobiologiece, etc...
- Secundar - la categoriile cu factori de risc socioprofesionali  sau la grupurile populaționale cu factori de risc metabolici
- Terțiar - profilaxia recidivelor prin corectarea mecanismelor de reglare și refacerea unor deficiențe restante după o afecțiune acută

Terapeutic
- Posibil numai în cadrul unor unități sanatoriale
- Diferențiat, pe categorii, cu durată și specific de cură variate în funcție de profilul și situația clinică a bolnavului.

Recuperator
- Bolnavi cronici cu incapacitate de muncă, deficienți și invalizi
- Impune realizarea unor condiții organizatorice funcționale și de dotare, pentru a putea fi posibile atât evaluarea fizică psihică și a capacității de muncă a bolnavului, cât și aplicarea unor metode de antrenare-adaptare a funcțiilor diminuate.

## Prescripția de trimitere într-o stațiune balneoclimatice
Pentru ca eficiența unei cure să fie maximă, medicul prescriptor trebuie să fie convins că un astfel de tratament poate fi foarte util dacă este bine individualizat, dar și foarte nociv în caz contrar.
Etape ale prescrierii:
- Examen medical clinic complet și paraclinic
- Stabilirea contraindicațiilor

- De ordin general (stări patologice ce se pot agrava în timpul unui tratament balnear, afecțiunile transmisibile ce reprezintă un pericol pentru colectivitate, unele stări fiziologice, afecțiunile asociate)
- De ordin special (pe capitole de patologie)
- Stabilirea indicațiilor

- Necesită un diagnostic corect al: 
- bolii: afecțiunea se încadrează sau nu în rândul celor cu indicație de cură
- fazei: fazele acute sunt contraindicate, iar faza subacută pentru toate bolile și unele afecțiuni cronice necesită exclusiv condiții sanatoriale
- stadiului: gradul de compensare al funcției organului sau sistemului afectat, rezerve funcționale restante, nivel de solicitare implicat de cură
- comorbidităților: se aleg stațiuni cu indicații comune pentru profilurile respective de boală

- Implică luarea în calcul a condițiilor asociate:
- caracteristicile climatice locale: pentru a evita suprasolicitarea unor organe sau sisteme
- sezonul: în privința afecțiunilor meteorosensibile
- vârsta: se indică vârstelor extreme stațiuni mai puțin solicitante
- momentul plecării: în funcție de obiectivul propus (consolidare a tratamentului efectuat în timpul internării, sau la distanță de externare pentru cei a căror stare clinică nu permite pe moment efecuarea unei cure)

Repartiția curelor:
- Pentru profilaxie o singură cură anual
- Pentru tratament sau recupere 2 cure anual la interval de 4-6 luni

## Posibilități de tratament accesibile în stațiunile balneoclimatice
Climatoterapie:
- Aclimatizarea
- Cura: de repaos, de aer
- Baia: de aer, lumină, soare

Cura cu ape minerale:
- Externă (băi), Internă (ingestie)
- Inhalații și aerosoli, Irigații vaginale
- Administrare pareneterală

Lacuri terapeutice
Nămoluri terapeutice
Gaze terapeutice (mofete)
Saline
Thalasoterapia: 
- Băi de mare, aer, soare, nisip
- Băi de nămol/împachetări/oncțiuni

Tratamente asociate
- Hidroterapia
- Masajul medical
- Kinetoterapia
- Proceduri fizicale: Electroterapia, Fototerapia, Ultrasonoterapia, Magnetoterapia
- Terapia respiratorie
- Cura de teren, jocurile, excursiile și sportul
- Terapii complementare și auxiliare

## Exemple de stațiuni balneoclimatice
Din Europa: Vichy în Franța, Baden-Baden în Germania, Bad Ischl în Austria, Fiuggi in Italia, Karlovy Vary în Cehia, Kislovodsk în Rusia, Spa în Belgia, Truskaveț în Ucraina, Buziaș, Băile Herculane, Băile Olănești în România.
Localizate pe litoralul marin din Europa: Nisa în Franța, Palma de Mallorca în Spania, San Remo, în Italia, Alghero în Sardinia, Dubrovnik în Croația, Kerkira în Grecia, Ialta în Republica Autonomă Crimeea, Ucraina și Soci în Rusia, Mangalia în România.